# جان هورتون کانوی
جان هورتون کانوِی (به انگلیسی: John Horton Conway) (۲۶ دسامبر ۱۹۳۷ – ۱۱ آوریل ۲۰۲۰) ریاضی‌دان اهل انگلستان بود که در شاخه‌های گروه متناهی، نظریه گره، نظریه اعداد، نظریه بازی‌های ترکیبیاتی و نظریه کدگذاری فعالیت می‌کرد. او برنده جوایزی همچون جایزه لروی استیل شده بود. بازی زندگی کانوی که نوعی اتوماتای سلولی است در سال ۱۹۷۰ میلادی توسط او ابداع شد. به دلیل همکاری علمی با پال اردوش، عدد اردوش کانوی ۱ بود. کانوی در ۱۱ آوریل ۲۰۲۰ بر اثر بیماری کروناویروس ۲۰۱۹ درگذشت.